# Actorthia efflatouni
Actorthia efflatouni är en tvåvingeart som beskrevs av Krober 1925. Actorthia efflatouni ingår i släktet Actorthia och familjen stilettflugor. Inga underarter finns listade i Catalogue of Life.